# Hollow Years
Hollow Years è un singolo del gruppo musicale statunitense Dream Theater, pubblicato il 21 novembre 1997 come unico estratto dal quarto album in studio Falling into Infinity.

## Pubblicazione
Hollow Years è stato pubblicato nel 1997 inizialmente nei Paesi Bassi e in seguito anche nel resto d'Europa e negli Stati Uniti d'America. Oltre alle due versioni del brano, il singolo contiene una prima versione di You Not Me (intitolata You or Me) e l'inedito The Way It Used to Be.
Nel 1998 il singolo è stato commercializzato anche per il mercato asiatico: rispetto alle altre versioni, esso contiene anche due brani eseguiti dal vivo a Old Bridge il 14 dicembre 1996; uno di questi brani eseguiti dal vivo è una prima versione di Burning My Soul, che differisce da quella presente nell'album per una sezione centrale strumentale, la quale sarebbe divenuta Hell's Kitchen.

## Tracce
CD promozionale (Europa)
1. Hollow Years (Radio Edit) – 4:10 (testo: John Petrucci – musica: Dream Theater)
2. Hollow Years (LP Version) – 5:53 (testo: John Petrucci – musica: Dream Theater)

CD promozionale (Stati Uniti)
1. Hollow Years (Radio Edit) – 4:19 (testo: John Petrucci – musica: Dream Theater)
2. Hollow Years (LP Version) – 5:58 (testo: John Petrucci – musica: Dream Theater)
3. Audio Bio

CD singolo (Europa)
1. Hollow Years (Radio Edit) – 4:10 (testo: John Petrucci – musica: Dream Theater)
2. Hollow Years (LP Version) – 5:53 (testo: John Petrucci – musica: Dream Theater)
3. You or Me (You Not Me-Demo Version) – 6:22 (testo: John Petrucci – musica: Dream Theater)
4. The Way It Used to Be (Non LP Track) – 7:48 (testo: James LaBrie – musica: Dream Theater)

CD maxi-singolo (Asia)
1. Hollow Years (Radio Edit) – 4:10 (testo: John Petrucci – musica: Dream Theater)
2. Hollow Years (LP Version) – 5:53 (testo: John Petrucci – musica: Dream Theater)
3. You or Me (You Not Me-Demo Version) – 6:22 (testo: John Petrucci – musica: Dream Theater)
4. The Way It Used to Be (Non LP Track) – 7:48 (testo: James LaBrie – musica: Dream Theater)
5. Burning My Soul (Live) – 8:20 (testo: Mike Portnoy – musica: Dream Theater)
6. Another Hand/The Killing Hand (Live) – 13:28 (testo: John Petrucci – musica: Dream Theater)

## Formazione
- James LaBrie – voce
- John Petrucci – chitarra, voce
- John Myung – basso
- Derek Sherinian – tastiera, voce
- Mike Portnoy – batteria, voce